# Badmotorfinger
| Recensione           | Giudizio    |
| -------------------- | ----------- |
| AllMusic             |             |
| Entertainment Weekly | B+          |
| Los Angeles Times    |             |
| OndaRock             | Consigliato |
| Piero Scaruffi       |             |
| Pitchfork            |             |

Badmotorfinger è il terzo album discografico del gruppo grunge statunitense Soundgarden, pubblicato nel 1991 dalla A&M Records.

## Descrizione
Terminata la tournée promozionale del precedente album Louder Than Love (1989), i Soundgarden iniziarono le sedute di registrazione in studio per il prossimo disco con il nuovo bassista Ben Shepherd. Il sound generale dell'album, se musicalmente mantiene la caratteristica sonorità heavy metal delle opere precedenti, dal punto di vista testuale mostra una maggior impegno compositivo.
L'attenzione generale alla quale era sottoposta all'epoca la scena grunge di Seattle, aiutò la promozione di Badmotorfinger. I singoli Outshined e Rusty Cage furono trasmessi ad alta rotazione da MTV e dalle varie stazioni radio. Grazie a queste felici circostanze, Badmotorfinger divenne l'album di maggior successo della band fino a quel momento. Il gruppo supportò l'uscita del disco con tour nel Nord America ed in Europa, aprendo come gruppo spalla alcuni concerti dei Guns N' Roses durante l'Use Your Illusion Tour. Nel 1992, Badmotorfinger ricevette una nomination ai Grammy Award nella categoria Miglior interpretazione metal. L'album è stato certificato doppio disco di platino dalla Recording Industry Association of America (RIAA) negli Stati Uniti, vendendo più di 2 milioni di copie.

### Registrazione e produzione
Badmotorfinger fu il primo album della band con in formazione il nuovo bassista Ben Shepherd, unitosi al gruppo nell'aprile 1990 in sostituzione di Jason Everman. Il disco venne registrato nella primavera del 1991 nello Studio D di Sausalito, California, ai Bear Creek Studios di Woodinville, Washington, e agli A&M Studios di Los Angeles, California. I Soundgarden scelsero di lavorare nuovamente con il produttore Terry Date che già si era occupato della produzione di Louder Than Love.
Cornell riferì che l'arrivo di Shepherd nella band portò una "ventata di aria fresca e di creatività" alle sedute di registrazione, e che la sua tecnica strumentale e l'abilità compositiva aumentarono di molto il potenziale del gruppo. Prima di entrare a farvi parte, i Soundgarden erano stati il gruppo preferito di Shepherd.

### Pubblicazione ed accoglienza
Badmotorfinger raggiunse la posizione numero 39 nella classifica statunitense Billboard 200. L'album uscì nello stesso anno di Nevermind dei Nirvana e di Ten dei Pearl Jam, due enormi successi che contribuirono a spalancare le porte del mainstream all'alternative rock. Anche se surclassato all'epoca dalla popolarità di Nevermind, l'attenzione generale verso il grunge causata dal successo dell'album dei Nirvana, portò beneficio anche a Badmotorfinger e, di conseguenza, ai Soundgarden. Badmotorfinger fu uno dei 100 album più venduti del 1992. Negli Stati Uniti venne certificato doppio disco di platino dalla RIAA.
Steve Huey di AllMusic assegnò all'album quattro stellette e mezzo su cinque, definendolo «pesante, hard rock pieno di sensibilità intellettuale e complesse tessiture strumentali.» Gina Arnold di Entertainment Weekly diede al disco una B+ come voto. Egli scrisse: «in canzoni come la cinica Jesus Christ Pose e Slaves and Bulldozers, i Soundgarden suonano molto più intelligenti rispetto ai loro coetanei, che di rado parlano di altre cose oltre l'esaltarsi con alcol, ragazze, e automobili.» Robert Christgau assegnò all'album una B-, definendolo «un credibile album metal» ma criticando lo stile lirico dei testi dei brani.
Da Badmotorfinger furono estratti i singoli Jesus Christ Pose, Outshined, e Rusty Cage. Mentre i video di Outshined e Rusty Cage furono normalmente programmati da MTV, quello di Jesus Christ Pose venne messo al bando nel 1991, a causa dei contenuti "blasfemi" della canzone. Molti ascoltatori si sentirono offesi dal testo e dal video, protestando con l'emittente tv che quindi decise di non trasmettere più il videoclip. A causa delle polemiche scatenate da Jesus Christ Pose, la band ricevette anche delle minacce di morte mentre era in tournée nel Regno Unito.

## Tracce
1. Rusty Cage – 4:26 (Chris Cornell)
2. Outshined – 5:11 (Chris Cornell)
3. Slaves & Bulldozers – 6:56 (testo: Chris Cornell – musica: Ben Shepherd, Chris Cornell)
4. Jesus Christ Pose – 5:51 (testo: Chris Cornell – musica: Matt Cameron, Ben Shepherd, Kim Thayil, Chris Cornell)
5. Face Pollution – 2:24 (testo: Chris Cornell – musica: Ben Shepherd)
6. Somewhere – 4:21 (Ben Shepherd)
7. Searching with My Good Eye Closed – 6:31 (Chris Cornell)
8. Room a Thousand Years Wide – 4:06 (testo: Kim Thayil – musica: Matt Cameron)
9. Mind Riot – 4:50 (Chris Cornell)
10. Drawing Flies – 2:26 (testo: Chris Cornell – musica: Matt Cameron)
11. Holy Water – 5:07 (Chris Cornell)
12. New Damage – 5:40 (testo: Chris Cornell – musica: Kim Thayil, Matt Cameron)

## Formazione
Soundgarden
- Chris Cornell - voce, chitarra
- Kim Thayil - chitarra
- Ben Shepherd - basso
- Matt Cameron - batteria

Altri musicisti
- Scott Granlund - sassofono (tracce 8 e 10)
- Ernst Long - tromba (tracce 5, 8 e 10)
- Damon Stewart - narrazione (intro de traccia 7)

## SatanOscillateMyMetallicSonatas
In anticipazione della partecipazione della band al Lollapalooza 1992, il 23 giugno '92 venne pubblicata una limited edition di Badmotorfinger con l'aggiunta di un EP intitolato SatanOscillateMyMetallicSonatas (o SOMMS). Il titolo è un palindromo. L'EP include tre cover, un brano originale dei Soundgarden, ed una canzone dal vivo. Per la reinterpretazione del brano dei Black Sabbath Into the Void, il testo originale venne sostituito dalle parole di protesta di Capo Seattle, che seguono la metrica della canzone. Ai Grammy Awards del 1993, Into the Void (Sealth) ricevette una nomination nella categoria Miglior interpretazione metal.

## Outtakes
Dei brani provati durante le sedute di registrazione ma non inclusi nella versione definitiva del disco (outtakes), Cold Bitch venne successivamente inserita come lato B del singolo Spoonman nel 1994, mentre She's A Politician apparve nel singolo Burden in My Hand del 1996. Cold Bitch era una delle canzoni preferite da Shepherd, tra quelle provate dalla band all'epoca. La canzone Birth Ritual non venne mai completata durante le sessioni in studio per Badmotorfinger. Una versione "finita" sarebbe poi apparsa nella colonna sonora del film Singles - L'amore è un gioco del 1992, e successivamente inclusa nelle raccolte Telephantasm (2010) e Echo of Miles: Scattered Tracks Across the Path (2014). No Attention, inserita in seguito nell'album Down on the Upside del 1996, venne anch'essa provata durante queste sedute ma senza successo perché, secondo quanto dichiarato da Kim Thayil, "non funzionava". Black Rain venne inclusa nella compilation Telephantasm e successivamente, in Echo of Miles: Scattered Tracks Across The Path. Infine, tre tracce furono scartate durante il processo di missaggio, due delle quali erano A Broom, e How Should I Know?

## Classifiche
| Classifica (1992-2022) | Posizione massima |
| ---------------------- | ----------------- |
| Canada                 | 50                |
| Grecia                 | 4                 |
| Nuova Zelanda          | 16                |
| Regno Unito            | 39                |
| Stati Uniti            | 39                |

## Riconoscimenti
| Rivista      | Paese         | Riconoscimento                           | Anno | Posizione |
| ------------ | ------------- | ---------------------------------------- | ---- | --------- |
| Guitar World | Stati Uniti   | 100 Greatest Guitar Albums of All Time   | 2006 | 45        |
| Revolver     | Stati Uniti   | The 69 Greatest Metal Albums of All Time | 2002 | 26        |
| Kerrang!     | Regno Unito   | 100 Albums You Must Hear Before You Die  | 1998 | 25        |
| Visions      | Germania      | The Most Important Albums of the 90s     | 1999 | 3         |
| Juice        | Australia     | The 100 (+34) Greatest Albums of the 90s | 1999 | 48        |
| The Movement | Nuova Zelanda | The 101 Best Albums of the 90s           | 2004 | 84        |